# 東華三院教育服務

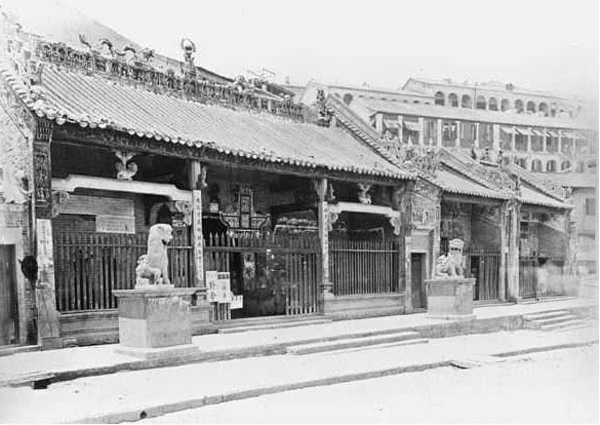
與東華三院教育服務關係密切的文武廟

東華三院自1880年開始在香港提供教育服務。現時在東華三院在香港共設有55所學校，包括一所可頒授學位的專上院校、18所中學、15所小學、18所幼稚園，以及3所特殊學校，轄下的中學、小學及特殊學校都由政府直接資助，提供專上教育的東華學院及提供幼兒教育的幼稚園受政府提供的學劵資助，東華學院有部分課程已在指定專業／界別課程資助計劃提供資助學位。即使不計入東華學院的學生，東華三院轄下學校於2014/15年度共有超過23,500名學生，為香港最具規模的辦學團體之一。

## 歷史

### 源起
位於香港上環荷李活道的文武廟約於1847年至1862年期間落成，由華商創建及管理，不僅是供奉文、武二帝的廟宇，也是華人議事及仲裁的場所。文武廟香火鼎盛，嘗產不斷累積，光緒六年（1880年）包括梁雲漢、馮普熙、李萬清、陳玉樓、招成林和黃羽儀六名曾任東華醫院管理層的紳商，倡議成立「文武廟義學」，並獲中環街坊支持，捐出文武廟側的土地，建立「中華書院」，延聘塾師授課，每班30人，學生年齡由10歲至16歲，為貧困家庭而設，教授四書，並教禮儀、應對以至信札等日後謀生技能，每年正月啟館，至十二月初旬散館，首年開辦兩班。1905年擴展至九龍，到1918年義學數目已達到13所，但學額求過於供，需要掛號抽籤入學，是年掛號人數有1,364人，而學額僅得243個。當時義學仍由塾師為主導，每班一名，教授全部科目，以塾師的姓氏為校名。

### 戰前
1908年香港政府頒佈《文武廟條例》，將文武廟及其所屬廟產包括華人免費義學撥交東華醫院管理。1913年政府立法規定9人以上的私人學校必須辦理註冊，東華轄下各義學經註冊後，首次獲得政府提供經費補助。1900年代中期東華義學除教授傳統的經學外，亦開始引入新課程，到了1920年代中期，更加入算術、地理及普通知識等實用科目，而義學數目亦增加至17所。1929年東華總理實施分部責任制，分為八部，由「教育部」負責管理義學，設有常務會議，討論義學日常管理及聽取視學員簡報。
| 1929年東華轄下各義學及規模 | 1929年東華轄下各義學及規模 | 1929年東華轄下各義學及規模 | 1929年東華轄下各義學及規模 | 1929年東華轄下各義學及規模 |
| 校名                       | 教員                       | 校址                       | 年級                       | 學額                       |
| -------------------------- | -------------------------- | -------------------------- | -------------------------- | -------------------------- |
| 文武廟第一義學             | 楊延憲                     | 中華書院四樓               | 六年級                     | 25                         |
| 文武廟第二義學             | 李屏翰                     | 中華書院四樓               | 五年級                     | 50                         |
| 文武廟第三義學             | 李子光                     | 中華書院四樓               | 四年級                     | 25                         |
| 文武廟第四義學             | 潘澤民（梁延用）           | 西營盤正街                 | 四年級                     | 36                         |
| 文武廟第五義學             | 張漢槎                     | 灣仔大道東                 | 四年級                     | 36                         |
| 文武廟第六義學             | 潘子卓                     | 樓梯街                     | 三年級                     | 49                         |
| 文武廟第七義學             | 區壽祺                     | 西營盤正街                 | 三年級                     | 40                         |
| 文武廟第八義學             | 陳獻延                     | 中華書院四樓               | 二年級                     | 50                         |
| 文武廟第九義學             | 馮承汝                     | 大道西                     | 二年級                     | 44                         |
| 文武廟第十義學             | 陳其英                     | 大道西                     | 不詳                       | 36                         |
| 文武廟第十一義學           | 羅振萍                     | 灣仔太原街                 | 不詳                       | 44                         |
| 文武廟第十二義學           | 沈幹長                     | 樓梯街                     | 一年級                     | 42                         |
| 文武廟第十三義學           | 龔幹銅                     | 灣仔永豐街                 | 二年級                     | 36                         |
| 文武廟第十四義學           | 李民生                     | 油麻地天后廟南書院         | 二年級                     | 50                         |
| 文武廟第十五義學           | 陳宗敏、葉藹然（楊星舟）   | 黃泥涌景光街               | 一、二、三年級             | 75                         |
| 文武廟第十六義學           | 譚桂芬                     | 筲箕灣南安坊               | 一、二、三年級             | 65                         |
| 廣福祠第一義學             | 柳仲宣                     | 樓梯街                     | 一年級                     | 36                         |
| 廣福祠第二義學             | 陳少泉                     | 德輔道                     | 一年級                     | 49                         |
| 洪聖廟第一義學             | 祁毓榮                     | 灣仔太和街                 | 三年級                     | 34                         |
| 天后廟第一義學             | 尹文光                     | 天后廟北書院左邊           | 三、四年級                 | 36                         |
| 天后廟第二義學             | 李履常                     | 天后廟北書院左邊           | 二年級                     | 36                         |
|                            |                            |                            | 總計：                     | 894                        |

1920年東華義學設立夜學，為日間任職而有志向學的人士提供教育服務，學生年齡由14歲至22歲，分高、初兩級，由7時至9時上課。東華義學以初級教育一至四年級為主，尤以一、二年級最為重要，直到1927年才首次增設五、六年級（高小一、二年級），設有英文科。1931年東華義學首設女義學，由於經費所限，在西營盤創辦「廣福祠女義學」作為試驗，設一、二年級兩班，同年再由值年總理出資在灣仔開辦「總理女義學」，僅有一年級一班。
1930年代初東華開始整合各所義學，於1929年購入灣仔洛克道地皮，建成樓高四層中式舖三間，於1931年由周壽臣爵士主持開幕，地下及二樓出租，而三、四樓用作學校，將同區分散各校集中一處，節省租金之餘，更可憑舖租補貼經費，統稱為「東區義學」；而中、西區的學校亦同告進行整合，學校數目由最高峰的21所縮減到9所，但由於課室面積擴大，收容學額反而增多。
| 1931年經整合後東華轄下各義學 | 1931年經整合後東華轄下各義學 |
| 校名                         | 校址                         |
| ---------------------------- | ---------------------------- |
| 男校                         |                              |
| 文武廟免費高級小學校         | 中環必列者士街               |
| 文武廟中區免費初級小學校     | 中環樓梯街                   |
| 文武廟西區免費初級小學校     | 西營盤德輔道西               |
| 文武廟東區免費初級小學校     | 灣仔洛克道                   |
| 文武廟黃泥涌區免費初級小學校 | 黃泥涌景光街                 |
| 廣福祠第一義學               | 筲箕灣南安坊                 |
| 廣福祠第二義學               | 油麻地天后廟南書院           |
| 天后廟第一義學               | 油麻地天后廟北書院           |
| 天后廟第二義學               | 油麻地天后廟北書院           |
| 女校                         |                              |
| 廣福祠女子免費初級小學校     | 西營盤大道西                 |
| 洪聖廟女義學                 | 灣仔駱克道                   |
| 東華醫院總理女義學           | 灣仔軒尼詩道                 |
| 總數                         |                              |
| 男生總數：1,042              |                              |
| 女生總數：164                |                              |

其後鑑於貧苦學生升上高級後，由於年事已長，往往在覓得工作後中途退學，遂將「文武廟免費高級小學校」改為「文武廟女子免費初級小學校」。而成績優異又希望升學的初級學生，由總理推荐升讀私立義學「南華公學」或有免費學額的政府官立學校，續修讀高級課程。

## 組織架構
東華三院的教育服務，由董事局透過學務委員會領導，具體的策劃、執行及監管工作由教育科負責，並由行政總部各部門加以支援；東華學院由東華學院校董會負責管治，校董會主席由東華三院董事局委任。
教育科
- 教育科主管
- 中學部－高級教育主任（中學教育）
- 小學部－高級教育主任（小學教育）
- 幼稚園及特殊教育部－高級教育主任（幼稚園及特殊教育）
- 學生輔導部－高級教育主任（學生輔導）
- 策劃及發展部－高級教育服務主任（策劃及發展）

## 現況

### 大專院校
東華三院與香港中文大學合作成立香港中文大學－東華三院社區書院（簡稱「中大東華社區書院」），開設副學士學位先修及副學士學位課程。中大東華社區書院設有三個學院：「商學院」、「中醫藥及醫療保健學院」和「人文學科及社會科學學院」，合共提供21個副學士學位課程；此外，「通識教育及基礎研習學部」亦開辦副學士學位先修課程。由汪國成教授兼任署理校長一職。因為東華三院轉移主力開辦本地學士學位課程，所以該書院已於2012/13學年正式停止收生。
2010年初，東華三院董事局正式決定成立東華專上書院，由提供副學士課程的書院邁向開辦學士學位課程為主的專上學院。秉承東華三院在醫療、教育及社會福利服務及其他相關範疇多年來累積的專長和優勢，東華希望成為一所具知名度的私立醫護型專上學院。2011年，書院正式改名為東華學院，在通過香港學術及職業資歷評審局的評審並獲教育局確認，在《專上學院條例》（第320章）下正式註冊成為認可專上學院，以自負盈虧方式運作，於同年9月開辦首個學位課程，首任校長是汪國成教授。學院初時與中大東華社區書院共用校舍，現任校長為陳慧慈教授。學院已於2015年納入政府為培訓香港有殷切需要專才而設的「指定專業／界別課程資助計劃」，又於2017年成為「優質教育新資源」公帑資助自資學士學位課程學生計劃下的受惠高等院校。

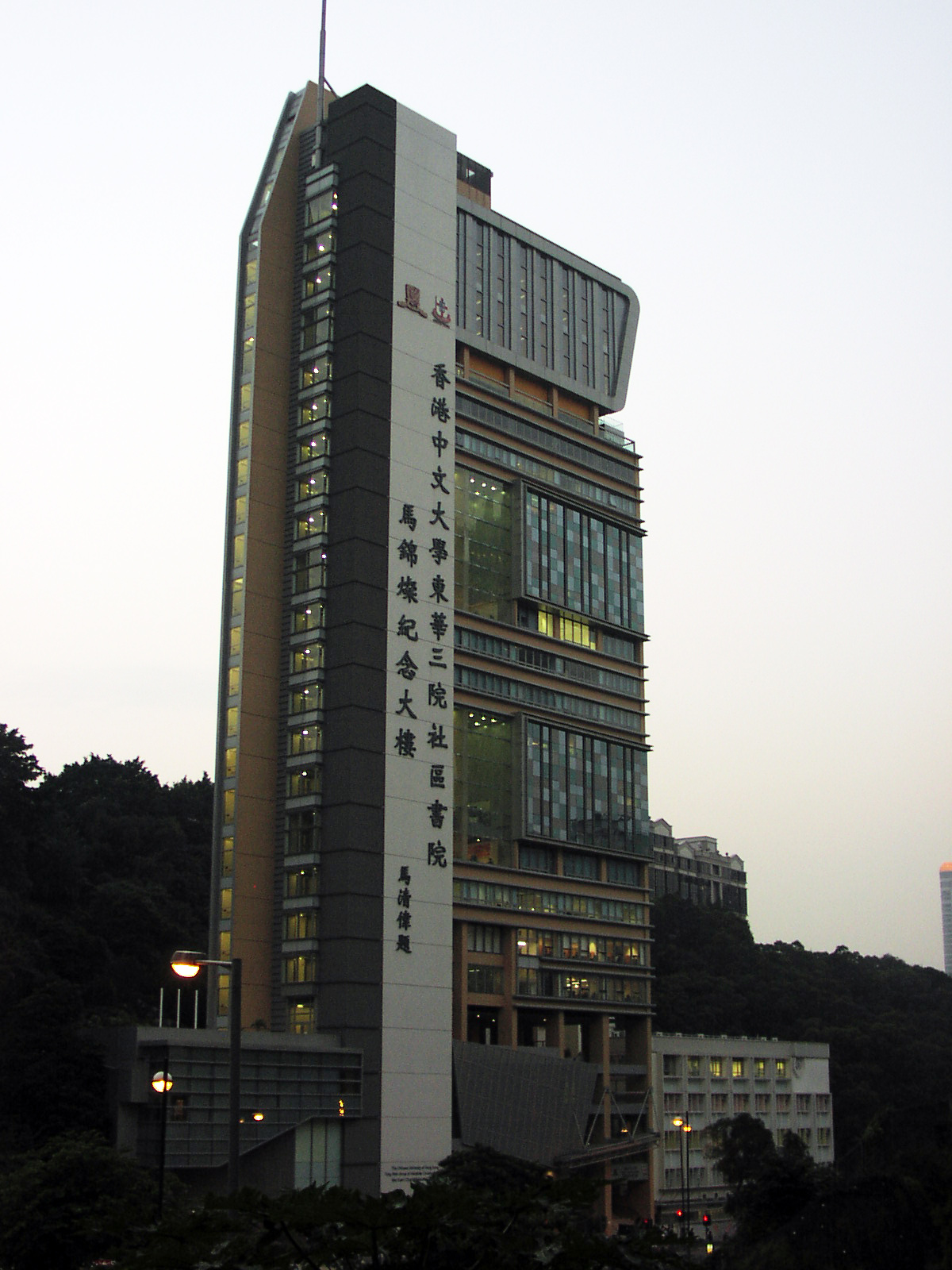
東華學院京士柏本部校園
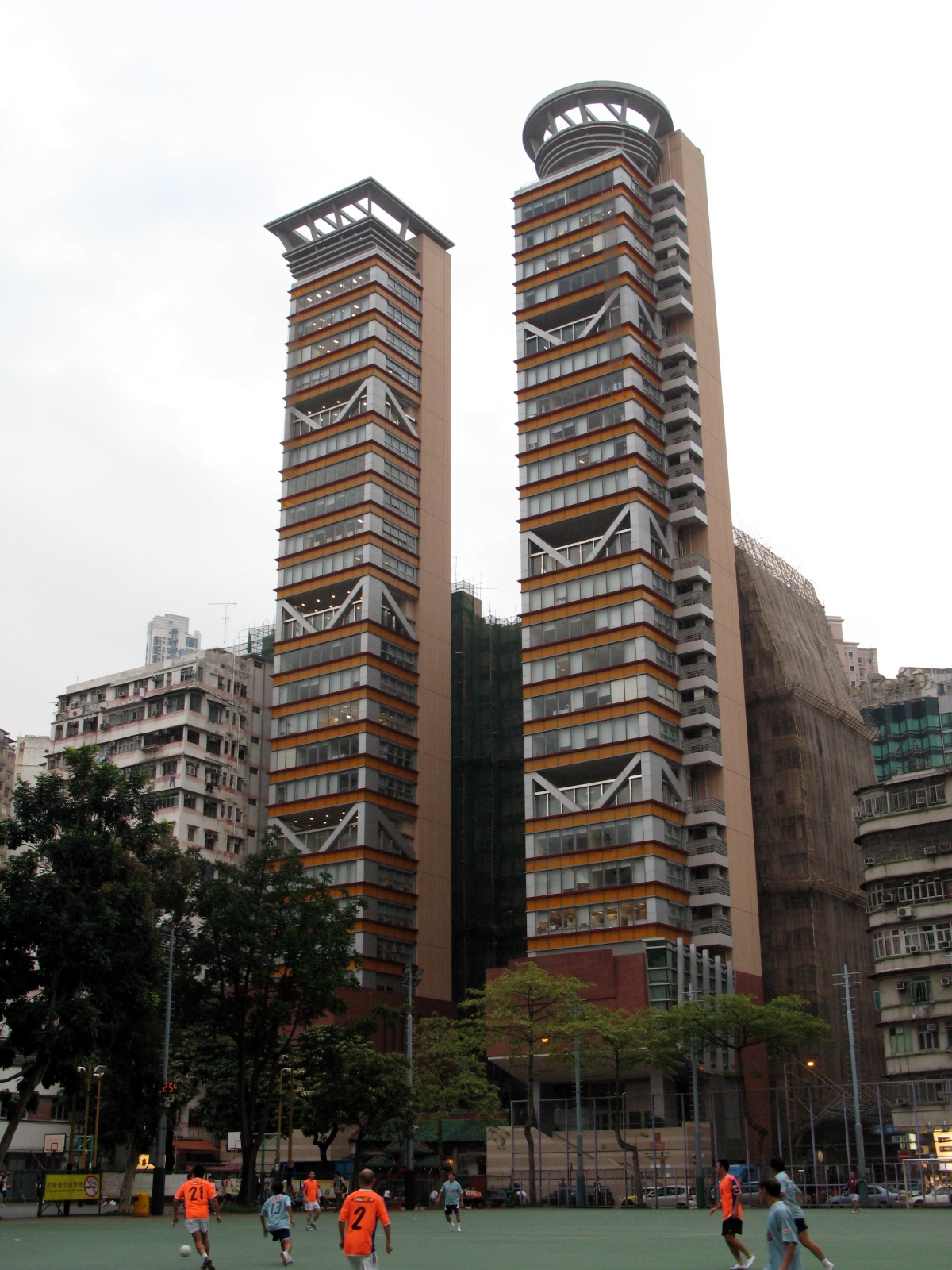
東華學院旺角校園

### 中學

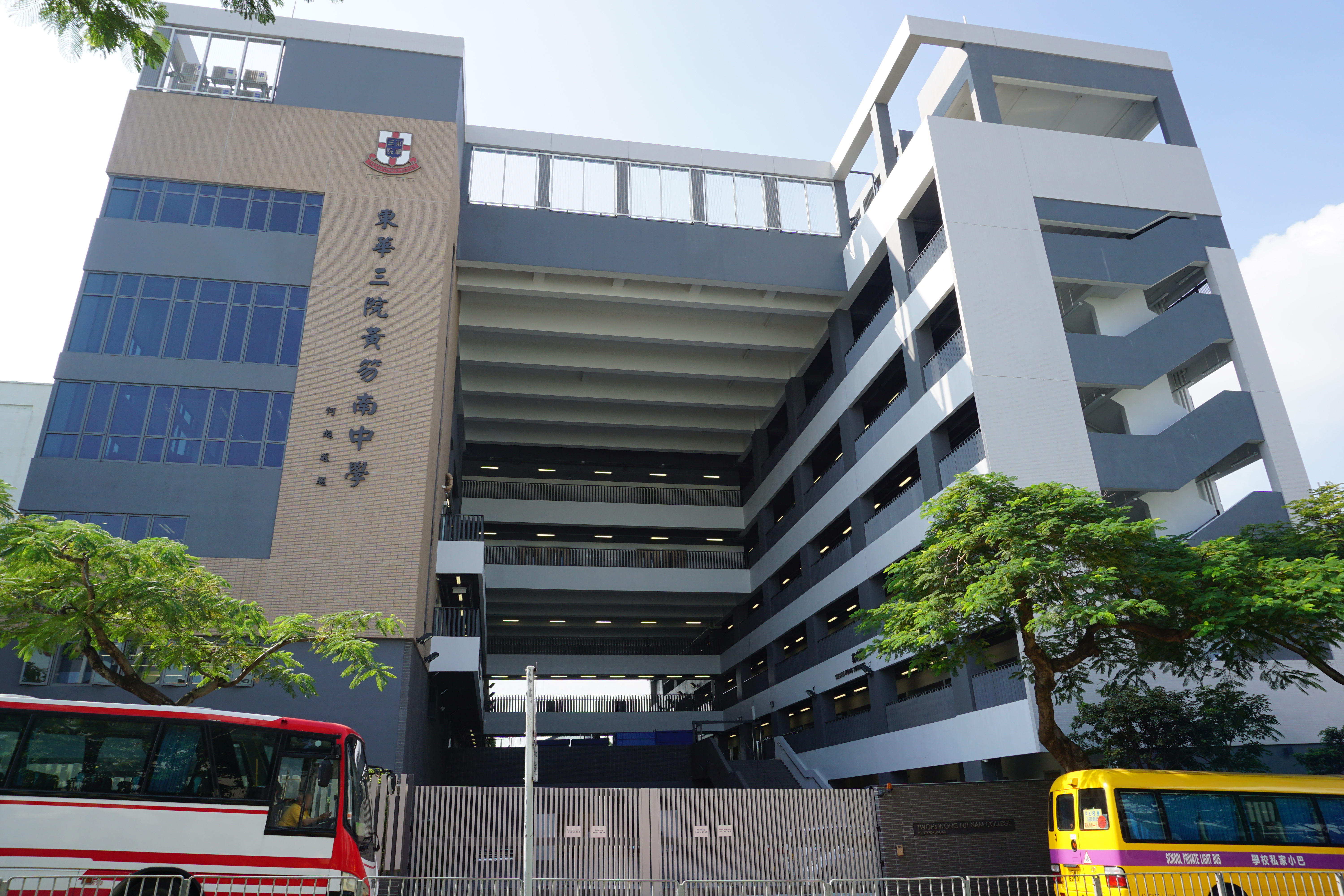
東華三院黃笏南中學

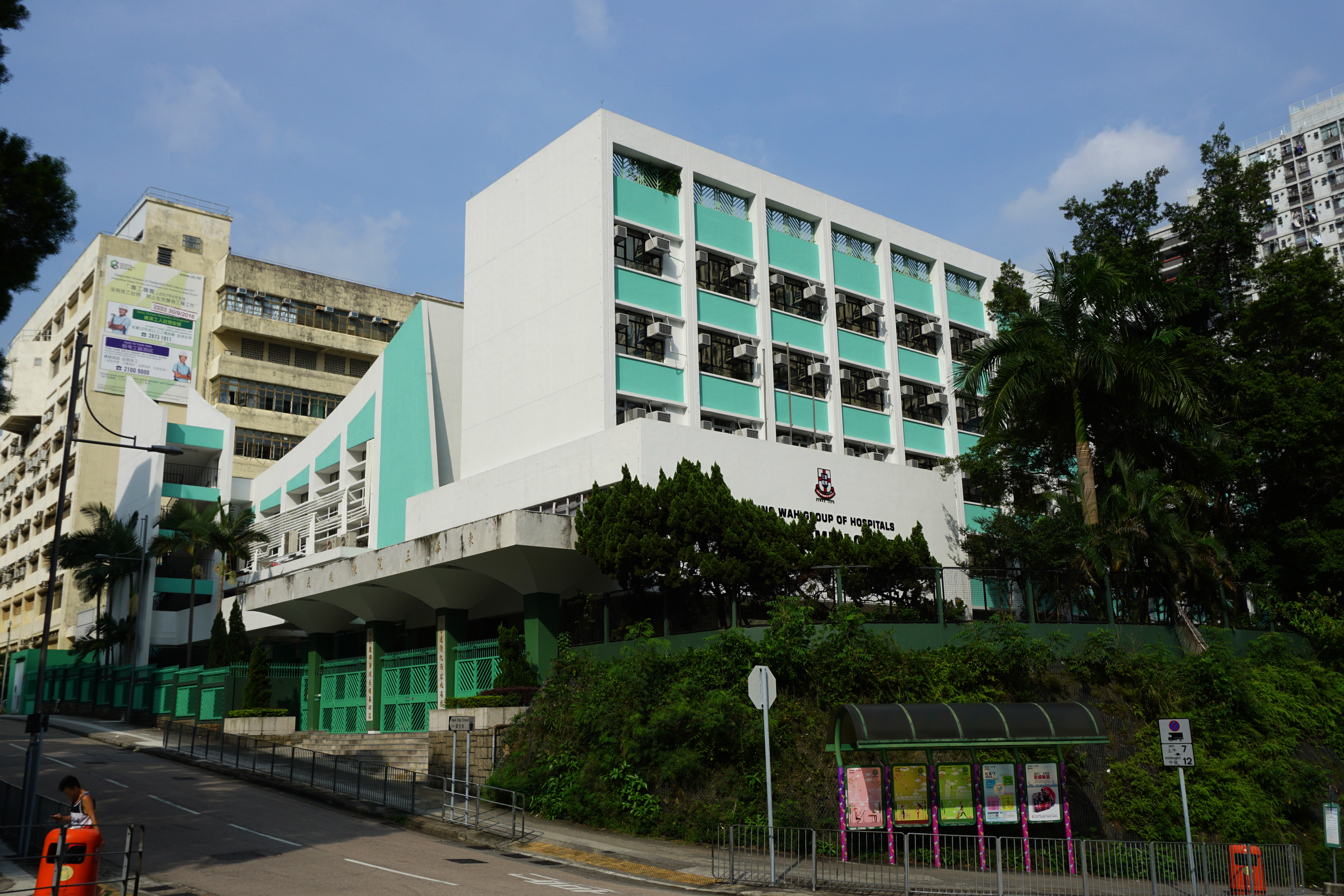
東華三院陳兆民中學

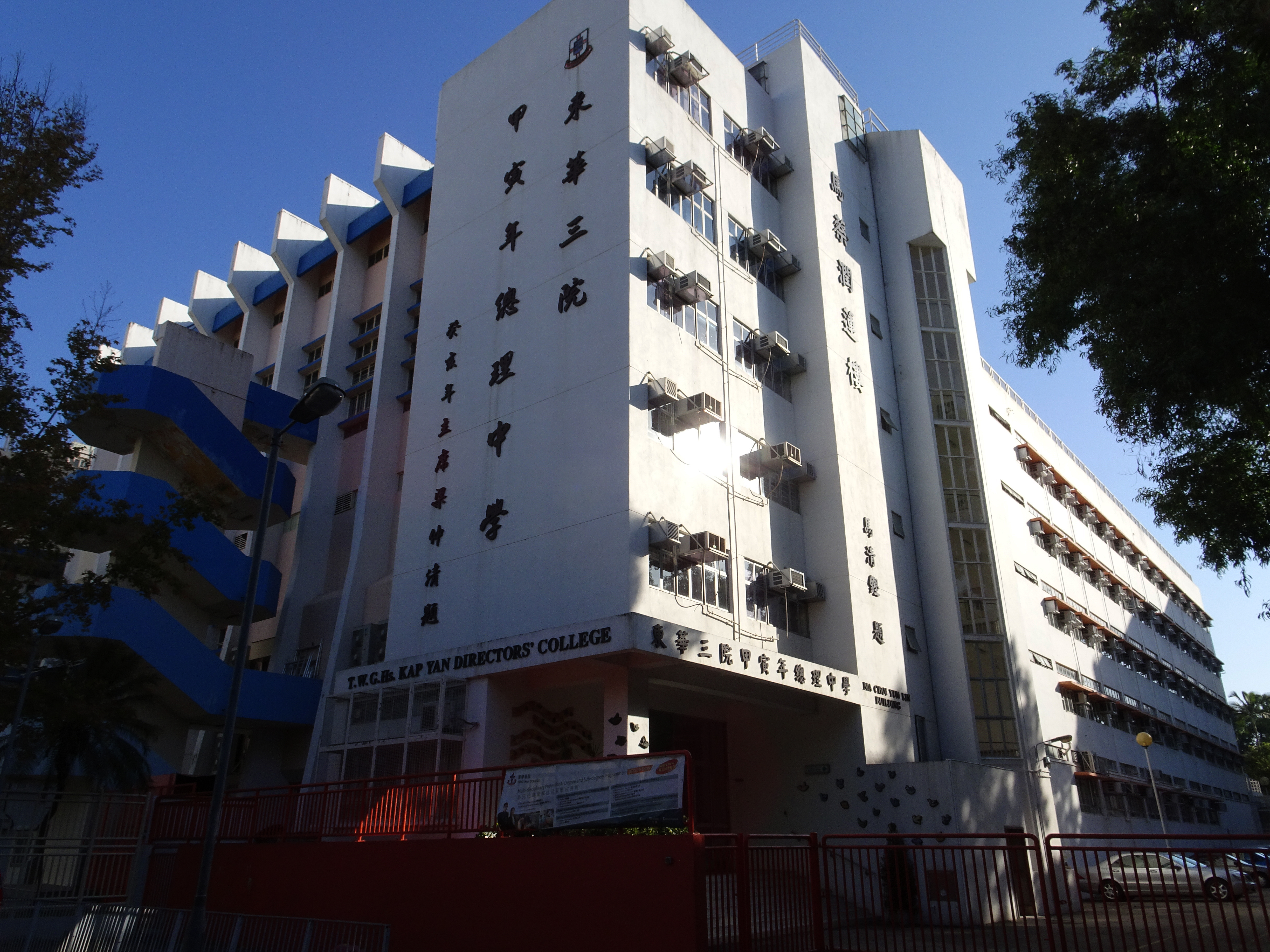
東華三院甲寅年總理中學

東華三院辦有18所中學，共收錄約13,300名學生。以下學校正式名稱皆以東華三院作起首：
| 序號 | 學校名稱           | 開辦年份 | 位處地區 | 備 註                |
| 1    | 黃笏南中學         | 1961年   | 九龍城區 | EMI學校              |
| 2    | 李潤田紀念中學     | 1970年   | 東區     |                      |
| 3    | 張明添中學         | 1971年   | 深水埗區 |                      |
| 4    | 陳兆民中學         | 1972年   | 葵青區   | EMI學校              |
| 5    | 辛亥年總理中學     | 1981年   | 屯門區   |                      |
| 6    | 伍若瑜夫人紀念中學 | 1977年   | 葵青區   |                      |
| 7    | 馮黃鳳亭中學       | 1978年   | 沙田區   |                      |
| 8    | 黃鳳翎中學         | 1977年   | 沙田區   | 將於2029年遷往西貢區 |
| 9    | 邱金元中學         | 1985年   | 沙田區   |                      |
| 10   | 邱子田紀念中學     | 1982年   | 屯門區   |                      |
| 11   | 甲寅年總理中學     | 1982年   | 北區     | EMI學校              |
| 12   | 李嘉誠中學         | 1982年   | 北區     | EMI學校              |
| 13   | 吳祥川紀念中學     | 1984年   | 葵青區   |                      |
| 14   | 郭一葦中學         | 1995年   | 元朗區   |                      |
| 15   | 盧幹廷紀念中學     | 1987年   | 元朗區   | EMI學校              |
| 16   | 呂潤財紀念中學     | 1995年   | 西貢區   |                      |
| 17   | 馬振玉紀念中學     | 1994年   | 元朗區   | 附設宿舍             |
| 18   | 鄺錫坤伉儷中學     | 1998年   | 屯門區   | 職業訓練學校         |

### 小學

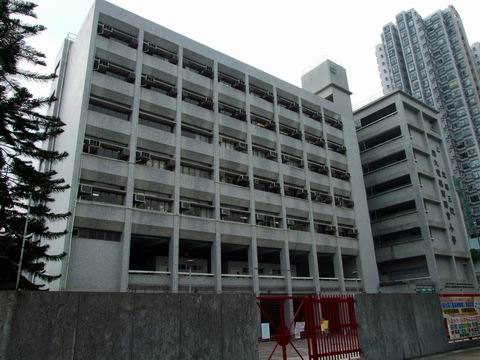
東華三院港九電器商聯會小學

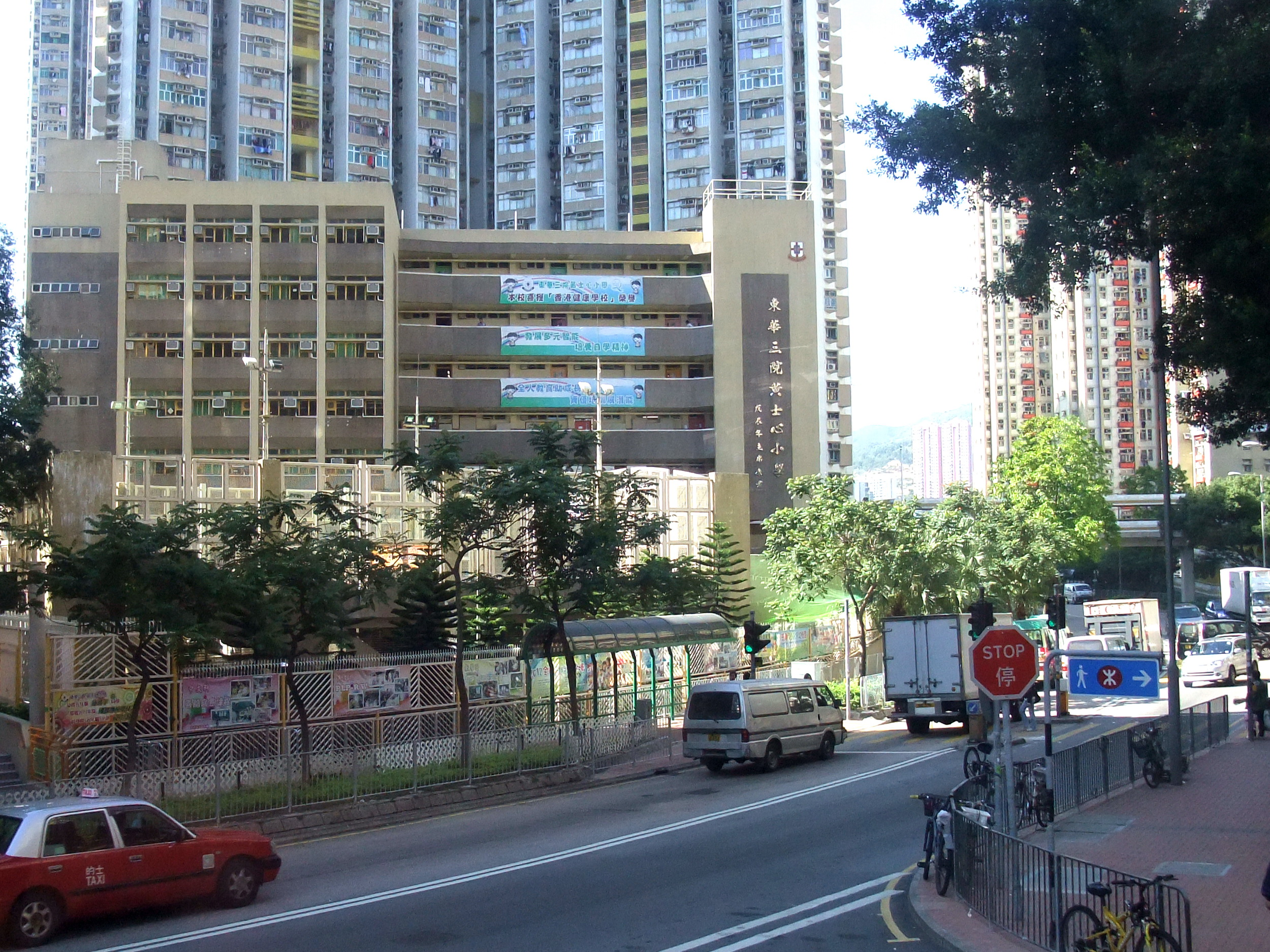
東華三院黃士心小學

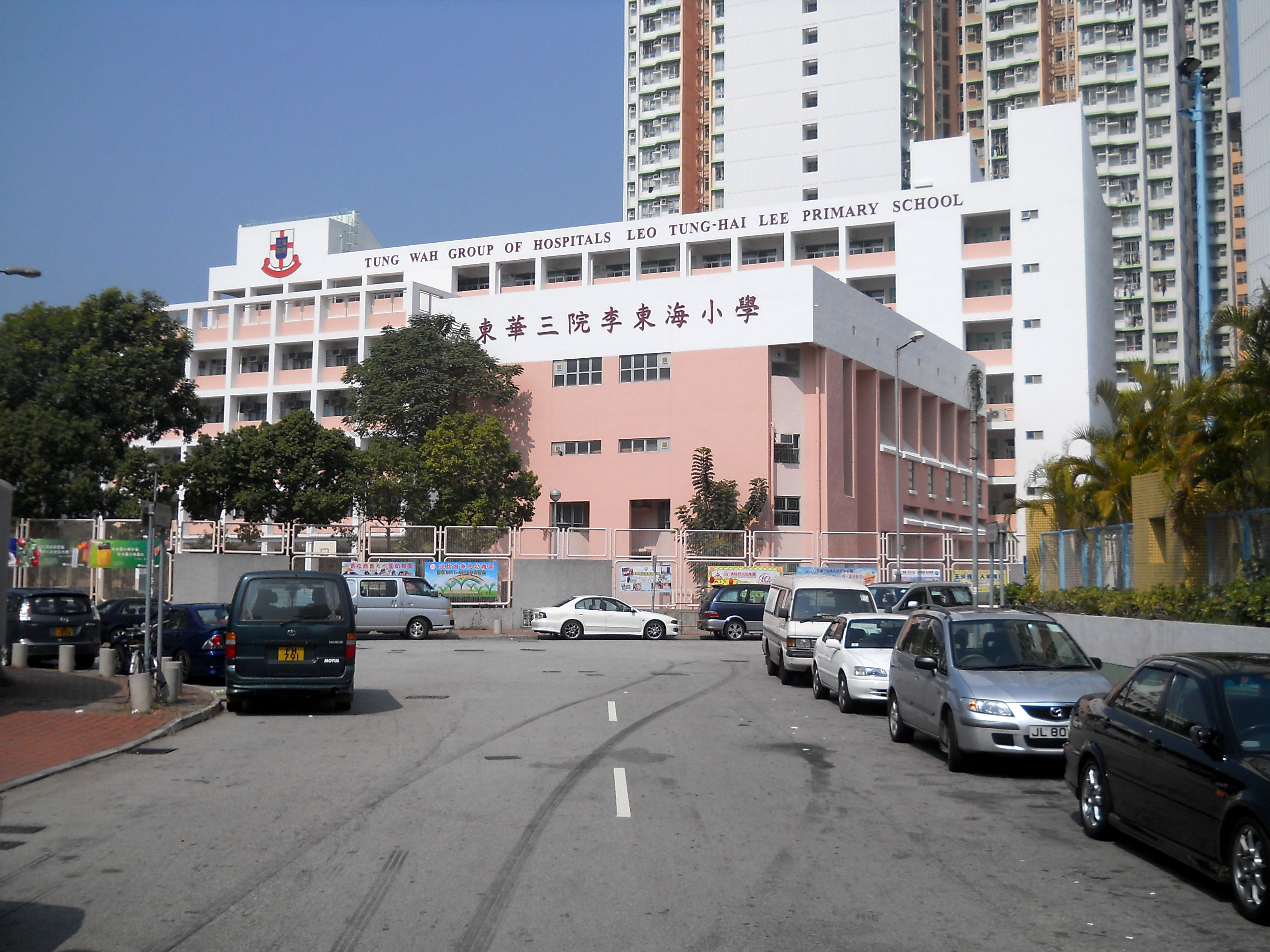
東華三院李東海小學

東華三院辦有15所小學，共收錄約8,500名學生。以下學校正式名稱皆以東華三院作起首：
| 序號 | 學校名稱                  | 開辦年份 | 位處地區 |
| 1    | 李賜豪小學                | 1958年   | 灣仔區   |
| 2    | 鶴山學校(1)               | 2005年   | 南區     |
| 3    | 羅裕積小學                | 1963年   | 油尖旺區 |
| 4    | 高可寧紀念小學(2)         | 1977年   | 葵青區   |
| 5    | 鄧肇堅小學                | 1981年   | 屯門區   |
| 6    | 冼次雲小學                | 1987年   | 沙田區   |
| 7    | 黃士心小學                | 1988年   | 葵青區   |
| 8    | 港九電器商聯會小學        | 1988年   | 北區     |
| 9    | 姚達之紀念小學（元朗）(3) | 1992年   | 元朗區   |
| 10   | 王余家潔紀念小學          | 1996年   | 西貢區   |
| 11   | 李東海小學                | 1999年   | 元朗區   |
| 12   | 周演森小學                | 2005年   | 葵青區   |
| 13   | 馬錦燦紀念小學            | 2009年   | 北區     |
| 14   | 蔡榮星小學                | 2018年   | 沙田區   |
| 15   | 曾憲備小學                | 2021年   | 北區     |

(1)前身為1959年成立的東華三院李西疇紀念小學

(2)將於2029年遷往西貢區

(3)前身為1897年成立的東華三院九龍區第一義校

#### 已停辦學校
- 東華三院李志雄紀念小學
- 東華三院關啟明小學
- 東華三院譚兆小學

### 幼稚園
東華三院辦有18所幼稚園，共收錄約3,700名學生。以下學校正式名稱皆以東華三院作起首：
| 序號 | 學校名稱             | 開辦年份 | 位處地區 |
| 1    | 廖恩德紀念幼稚園     | 1980年   | 沙田區   |
| 2    | 高德根紀念幼稚園     | 1980年   | 屯門區   |
| 3    | 洪王家琪幼稚園       | 1983年   | 大埔區   |
| 4    | 馬陳景霞幼稚園       | 1983年   | 沙田區   |
| 5    | 呂馮鳳紀念幼稚園     | 1984年   | 沙田區   |
| 6    | 韋祥智紀念幼稚園     | 1986年   | 黃大仙區 |
| 7    | 李黃慶祥紀念幼稚園   | 1986年   | 屯門區   |
| 8    | 徐展堂幼稚園         | 1989年   | 北區     |
| 9    | 黃朱惠芬幼稚園       | 1992年   | 元朗區   |
| 10   | 力勤幼稚園           | 1992年   | 西貢區   |
| 11   | 黃士心幼稚園         | 1995年   | 觀塘區   |
| 12   | 田灣幼稚園           | 1998年   | 南區     |
| 13   | 王胡麗明幼稚園       | 2001年   | 葵青區   |
| 14   | 香港華都獅子會幼稚園 | 2004年   | 西貢區   |
| 15   | 何藍瓊纓幼稚園       | 2017年   | 觀塘區   |
| 16   | 馬陳家歡幼稚園       | 2019年   | 屯門區   |
| 17   | 譚錦球伉儷幼稚園     | 2020年   | 深水埗區 |
| 18   | 文頴怡幼稚園         | 2022年   | 北區     |

### 特殊學校

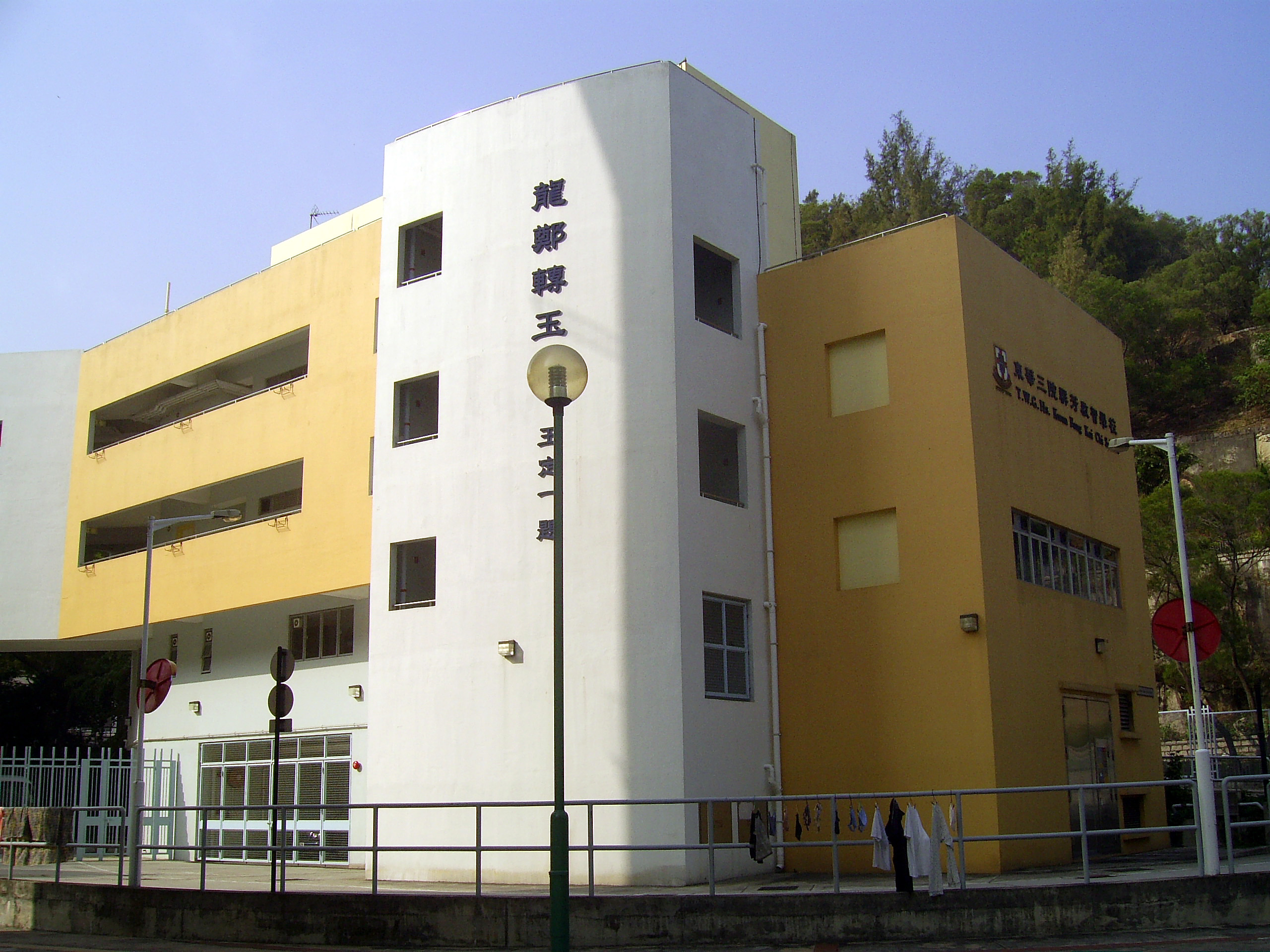
東華三院群芳啟智學校

東華三院辦有三所特殊學校（及後將增至五所），均設有宿舍，共收錄約280名學生，為6至18歲輕度及中度智障兒童提供教育服務。以下學校正式名稱皆以東華三院作起首：
| 序號 | 學校名稱             | 開辦年份 | 位處地區 |
| 1    | 徐展堂學校           | 1981年   | 南區     |
| 2    | 徐展堂學校（宿舍）   | 1997年   | 南區     |
| 3    | 群芳啟智學校         | 1989年   | 深水埗區 |
| 4    | 群芳啟智學校（宿舍） | 1989年   | 黃大仙區 |
| 5    | 包玉星學校           | 2021年   | 油尖旺區 |

前身為1980年中華基督教會望覺堂啟愛學校，現搬遷深水埗深旺道110號，營辦有時限特殊學校在九龍塘聯福道新校舍落成前，今年提早投入服務。
此外，東華三院於2019年9月13日獲教育局分配兩所位於香港專業教育學院（李惠利）九龍塘舊址南部的校舍，分別用作開設輕度智障兒童學校，以及輕中度智障學校，當中前者將成為東華三院轄下首所不設宿舍的特殊學校。

## 東華三院校歌
海天一片，宏播仁風，屬校遍港九。
有教無類，作育英才，歷史最悠久。
晦明風雨，努力前程，良機莫辜負。
愛東華，愛母校，
他日成材，服務社會　報恩厚。
愛東華，愛母校，
他日成材，服務社會　報恩厚。

## 著名校友
- 政界：

| 校友姓名 | 職銜                     | 屬校           |
| -------- | ------------------------ | -------------- |
| 張國鈞   | 律政司副司長             | 邱子田紀念中學 |
| 施金獎   | 政制及內地事務局副秘書長 | 李潤田紀念中學 |

- 社運界：

| 校友姓名 | 職銜                           | 屬校           |
| -------- | ------------------------------ | -------------- |
| 莊耀洸   | 香港人權監察主席               | 甲寅年總理中學 |
| 袁慧儀   | 前香港運動禁藥委員會秘書處主管 | 李潤田紀念中學 |

- 醫學界：

| 校友姓名 | 職銜                                                | 屬校               |
| -------- | --------------------------------------------------- | ------------------ |
| 謝婉雯   | 屯門醫院內科醫生                                    | 伍若瑜夫人紀念中學 |
| 邱宗祥   | 香港大學醫學院腫瘤科專科教授/瑪麗醫院腫瘤科專科醫生 | 李潤田紀念中學     |

- 傳媒界：

| 校友姓名 | 職銜                        | 屬校           |
| -------- | --------------------------- | -------------- |
| 曾志豪   | 香港電台節目主持            | 張明添中學     |
| 林昭儀   | 香港電台記者/前無綫新聞記者 | 甲寅年總理中學 |
| 何永康   | 無綫新聞記者/前有線新聞記者 | 吳祥川紀念中學 |

- 體育界：

| 校友姓名 | 職銜             | 屬校               |
| -------- | ---------------- | ------------------ |
| 黎浩彰   | 滑浪風帆運動員   | 黃笏南中學         |
| 陳敏儀   | 女子馬拉松運動員 | 伍若瑜夫人紀念中學 |
| 陳婉婷   | 職業足球教練     | 馮黃鳳亭中學       |

- 演藝界：

| 校友姓名 | 職銜                                              | 屬校               |
| -------- | ------------------------------------------------- | ------------------ |
| 伍樂城   | 作曲人/唱片監製                                   | 黃笏南中學         |
| 李彩華   | 歌手/演員                                         | 李潤田紀念中學     |
| 洪助昇   | 歌手/演員                                         | 李潤田紀念中學     |
| 梁佩瑚   | 前無綫電視藝員/前慧妍雅集會長/作家                | 李潤田紀念中學     |
| 劉倬琦   | 前無綫電視及亞洲電視女藝員                        | 李潤田紀念中學     |
| 姚子羚   | 無綫電視藝員                                      | 張明添中學         |
| 崔建邦   | 無綫電視藝員                                      | 張明添中學         |
| 陳國熙   | ViuTV旅遊節目主持/模特兒                          | 張明添中學         |
| 歐陽巧瑩 | 前無綫電視藝員/ 2013年度香港小姐競選友誼小姐      | 陳兆民中學         |
| 黎振燁   | 前無綫電視藝員/ 2016年度香港先生選舉冠軍          | 陳兆民中學         |
| 王志安   | 音樂組合EO2成員                                   | 伍若瑜夫人紀念中學 |
| 伍富橋   | 無綫電視藝員                                      | 伍若瑜夫人紀念中學 |
| 陳敏之   | 無綫電視藝員                                      | 馮黃鳳亭中學       |
| 楊卓娜   | 無綫電視藝員                                      | 馮黃鳳亭中學       |
| 湯加文   | 演員/模特兒                                       | 馮黃鳳亭中學       |
| 黃旭熙   | 韓國男子組合NCT及SuperM成員、中國男子組合WayV成員 | 邱金元中學         |
| 王智德   | ViuTV藝員/音樂組合Mirror成員                      | 邱金元中學         |
| 陳國邦   | ViuTV藝員                                         | 邱子田紀念中學     |
| 黎諾懿   | 無綫電視藝員                                      | 邱子田紀念中學     |
| 林若寧   | 填詞人                                            | 邱子田紀念中學     |
| 梁嘉琪   | 無綫電視藝員                                      | 邱子田紀念中學     |
| 梁浩賢   | 歌手                                              | 邱子田紀念中學     |
| 陳倩揚   | 2008年度香港小姐亞軍                              | 甲寅年總理中學     |
| 周顯揚   | 第32屆香港電影金像獎新晉導演獎得獎者              | 甲寅年總理中學     |
| 陳恩能   | 香港電台節目主持/now寬頻電視體育評述員            | 甲寅年總理中學     |
| 彭子晴   | 前無綫電視藝員                                    | 李嘉誠中學         |
| 戴祖儀   | 無綫電視合約藝員                                  | 李嘉誠中學         |
| 郭柏姸   | 無綫電視藝員/2020年度香港小姐季軍                 | 吳祥川紀念中學     |
| 黃劍文   | ViuTV藝員                                         | 郭一葦中學         |
| 蔡寶欣   | ViuTV藝員                                         | 郭一葦中學         |
| 李蔓瑩   | 模特兒、演員                                      | 盧幹庭紀念中學     |
| 周柏豪   | 歌手                                              | 呂潤財紀念中學     |
| 傅嘉莉   | 演員                                              | 呂潤財紀念中學     |

## 註腳
1. ↑  . twc.edu.hk.   [2015-07-20]. （原始内容存档于2015-07-22） （中文（香港））.
2. ↑   (PDF).   [2021-10-30]. （原始内容存档 (PDF)于2019-10-19）.